# 大岩車站
大岩車站（日语：／ Ōiwa eki */?）是一由西日本旅客鐵道（JR西日本）所經營的鐵路車站，位於日本鳥取縣岩美郡岩美町，是JR西日本山陰本線沿線的一個無人車站，屬於中國統括本部所管轄的範圍。

## 車站結構

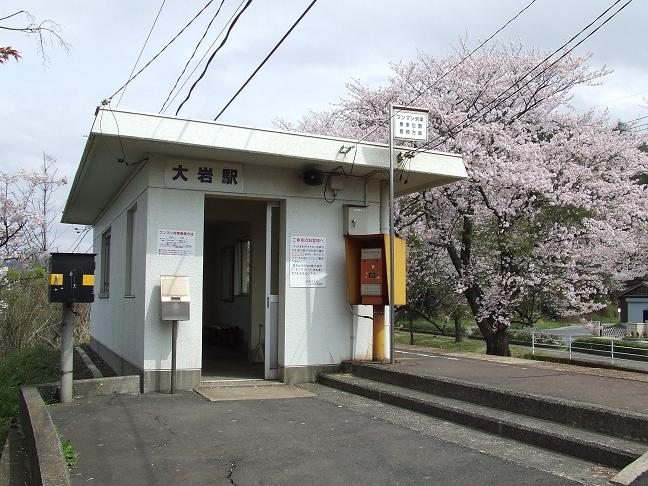
站舍（2008.4.12）（拍攝當時仍設有乘車站證明書發行機）

鳥取方向右側側式月台1面1線的地面車站（停留所）。

## 相鄰車站
西日本旅客鐵道
 山陰本線
■快速、■普通
岩美－大岩－福部